# Topica
I Topica (Topica o Arte dei luoghi) sono un'opera retorica composta nel luglio del 44 a.C. dallo scrittore romano Marco Tullio Cicerone. Si tratta dell'ultima opera retorica di Cicerone; la loro stesura fu iniziata mentre l'arpinate si trovava nell'Italia meridionale, in procinto di intraprendere un viaggio in Grecia che fu costretto poi a interrompere per tornare urgentemente a Roma, dove la situazione politica tesa e conflittuale richiedeva la sua presenza.
L'opera è indirizzata all'amico giurista Gaio Trebazio Testa, che aveva chiesto a Cicerone di enunciare e semplificare il contenuto dei Topica di Aristotele, e tratta della topiké, ovvero l'arte di trovare gli argomenti durante la fase dell'inventio. 
I "luoghi" (topoi o loci communes) cui il termine topica fa riferimento, sono, secondo Aristotele, le sedi da cui si traggono gli argomenti, cioè i luoghi comuni che possono essere adoperati nella preparazione di un'orazione, ma anche nella stesura di un'opera filosofica o poetica. La dottrina della topiké, dunque, può essere utile anche ai giuristi come Trebazio, e di conseguenza ampia parte della trattazione è riservata proprio all'uso dei topoi in campo giuridico.
Nel proemio dell'opera, Cicerone sottolinea la difficoltà che anche un romano colto può trovare nell'interpretazione di un testo tecnico scritto in lingua greca; contemporaneamente, dunque, la levatura culturale dello stesso Cicerone appare sottolineata. Parimenti, se è vera la notizia secondo cui l'opera fu scritta mentre Cicerone si trovava in viaggio, i Topica costituiscono una prova effettiva della prodigiosa memoria che avrebbe permesso poco tempo più tardi all'arpinate la composizione delle opere filosofiche.